# Ibrahima Mbengue
 (août 2018).
Si vous disposez d'ouvrages ou d'articles de référence ou si vous connaissez des sites web de qualité traitant du thème abordé ici, merci de compléter l'article en donnant les références utiles à sa vérifiabilité et en les liant à la section « Notes et références ».
Ibrahima Mbengue est un athlète sénégalais, né le 2 janvier 1991.

## Biographie
En 2017, il obtient deux médailles aux jeux de la Francophonie : le bronze sur le 400m et l'argent sur le relais 4 x 400m.

## Palmarès
| Date | Compétition             | Lieu    | Résultat | Épreuve   | Temps         |
| ---- | ----------------------- | ------- | -------- | --------- | ------------- |
| 2017 | Jeux de la Francophonie | Abidjan | 3e       | 400 m     | 47 s 10       |
| 2017 | Jeux de la Francophonie | Abidjan | 2e       | 4 x 400 m | 3 min 10 s 98 |

## Records
| Épreuve | Temps   | Lieu    | Date            |
| ------- | ------- | ------- | --------------- |
| 400 m   | 47 s 10 | Abidjan | 26 juillet 2017 |